# Pomory

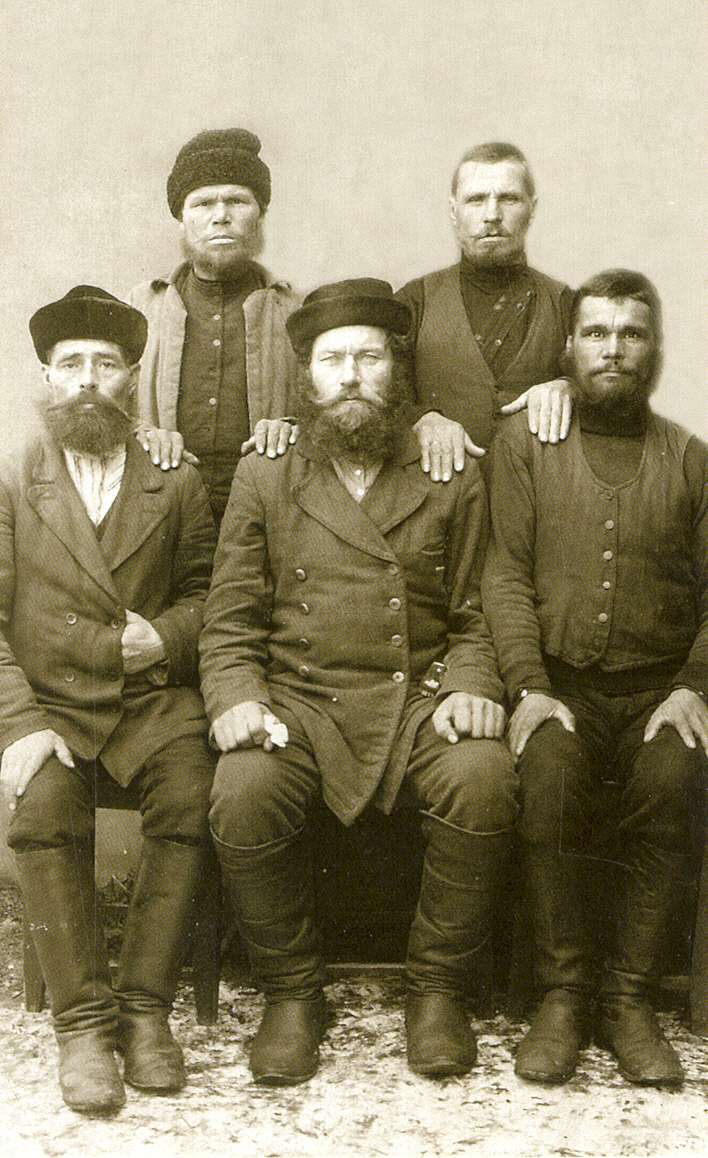
Pomory, foto anteriore al 1917

I pomory (in russo поморы?) sono i coloni russi e i loro discendenti sulla costa del Mar Bianco. Con lo stesso termine si riferiscono a sé stessi i discendenti dei coloni russi (principalmente di Velikij Novgorod) nella regione di Pomor'e, che vivono in una regione, la cui frontiera meridionale si trova sullo spartiacque fra il bacino del Mar Bianco e quelli dei fiumi diretti verso sud.

## Storia
Il nome deriva dai pomorskij (letteralmente «marittimi»), che popolarono la costa del Mar Bianco (fra Onega e Kem'), avendo come radice il proto-indoeuropeo more (море), che significa «mare». La stessa radice è evidente nel toponimo Pomerania, in polacco Pomorze, in tedesco Pommern.
Esploratori di Novgorod si spinsero sul mar Bianco già nel XII secolo, attraverso gli estuari dei fiumi Dvina settentrionale e Onega e fondarono colonie sulle coste di Bjarmaland. Agli inizi della colonizzazione, la città principale era Cholmogory. Dalla loro base di Kola, esplorarono la costa del mare di Barents e la penisola di Kola e si ritiene che possano essere giunti all'isola di Spitsbergen (nell'arcipelago delle Svalbard) e all'arcipelago della Novaja Zemlja. 

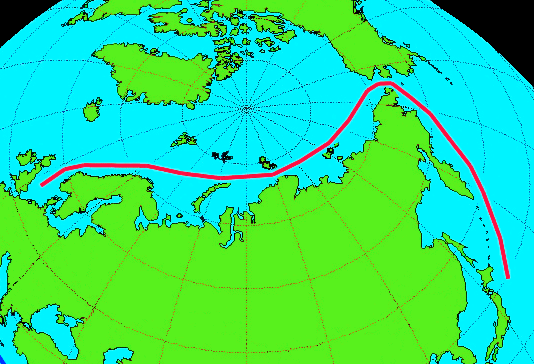
Passaggio a nord-est.

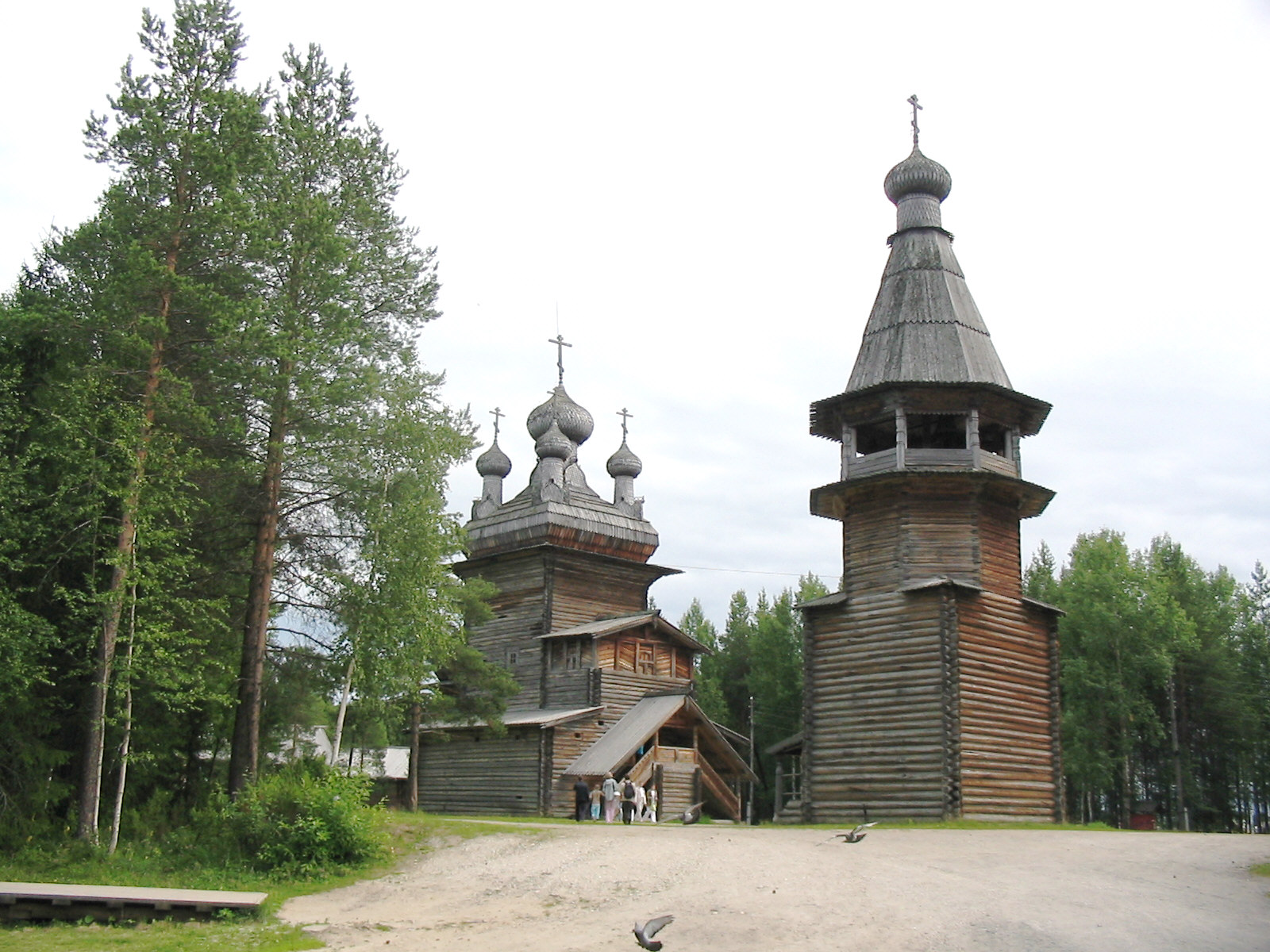
Malje Korely, un villaggio pomor del XVIII secolo, a 28 km ad est di Arcangelo.

Le donne pomor si potevano vestire così. In questa foto giovani di Kirilov, a sud di Arcangelo, circa 1915.

Tempo dopo i pomory scoprirono e mantennero una rotta verso oriente, fra Arcangelo e la Siberia, che sarà il germe del futuro passaggio a nord-est. Con le loro imbarcazioni, chiamate koč, i pomory giunsero sulle coste al di là degli Urali, dove fondarono l'insediamento di Mangazeja, a est della penisola Jamal all'inizio del XVI secolo. Ciò riportò in auge il porto di Arcangelo verso la fine dello stesso secolo. Alcuni studiosi hanno esaminato la possibilità che i pomory abbiano fondato il remoto villaggio di Russkoe Ust'e, nel delta del fiume Indigirka, nella Jakuzia nord-orientale.
Fra il XII e il XV secolo Pomor'e fu una colonia della Grande Novgorod. All'alba del XVI secolo il principato di Mosca annetté la regione. Nel XVII secolo la maggioranza della popolazione consisteva di contadini liberi. Una parte delle terre apparteneva ai monasteri e ai mercanti Stroganov. Non vi erano grandi latifondisti nella Pomor'e.
Così, il termine pomory, che si riferiva fra il X e il XII secolo alla gente che viveva vicino al mare, finì per designare gente che viveva abbastanza lontano dalla costa nel XV secolo. Il mare cessò di essere la parte principale dell'economia della regione, che si estendeva praticamente a tutto il Nord Europa, includendo le regioni di Murmansk, Arcangelo e Vologda, e a le repubbliche di Carelia e dei Comi, anch'esse note come Pomor'e.
Lo stile di vita tradizionale dei pomory si basava sul mare e comprendeva la caccia alla balena, la pesca e anche la caccia sulla terraferma; nelle regioni della tundra, avevano mandrie di renne. Il commercio marittimo di cereali e pesce con la Norvegia settentrionale fu abbastanza intenso, tanto che si sviluppò una specie di lingua pidgin fra il russo e il norvegese - Moja på tvoja (o russonorsk) - usato lungo la costa settentrionale della Norvegia fra il 1750 e il 1920.
I pomory più famosi dell'età moderna sono Michail Lomonosov, Fedot Ivanovič Šubin, entrambi nati vicino a Cholmogory, Semën Dežnëv e Erofej Chabarov, nati a Velikij Ustjug.

## I pomory oggi
Nel censimento russo del 2002 era possibile scegliere l'opzione di identificarsi come pomory, sottogruppo dell'etnia russa. Si registrò così un totale di 6.571 persone pomory, 6.295 delle quali vivono nell'oblast' di Arcangelo e 127 nell'oblast' di Murmansk.
In linea con la dinamica russa di amalgamare le regioni meno popolate o più povere con entità più grandi, si è proposta un'unione sotto il nome di kraj di Pomor, che comprenderebbe le oblast' di Arcangelo e di Murmansk, la repubblica dei Comi e il circondario autonomo Jamalo-Nenec.

## I pomorcy
I pomory non devono essere confusi con i pomorcy, membri di un gruppo di vecchi credenti che sorse nella Russia settentrionale alla fine del XVII secolo e che da allora ha creato piccole comunità in Russia e nei paesi vicini.